# William Cowley
Temple de la renommée : 1968
William Mailes Cowley, (né le  12 juin 1912 à Bristol au Québec, Canada - mort le 31 décembre 1993 à Ottawa) est un joueur canadien de hockey sur glace,.

## Biographie
Cowley commence sa carrière dans la Ligue nationale de hockey avec les Eagles de Saint-Louis en 1934. Après cette saison, les Aigles sont dissous et leurs joueurs sont repêchés par les autres équipes de la LNH. Il est choisi par Art Ross, directeur général des Bruins de Boston.
Il devient un des meneurs de la franchise de Boston, menant la ligue au nombre des aides en 1939, malgré douze matchs ratés en raison de blessures, ainsi qu'en 1941 et 1943.
Il remporte avec son équipe la Coupe Stanley en 1939 et 1941.
En 1943-1944, il bat le record de Frank Boucher en réussissant sa 264e aide. Il est aussi en route pour battre le record de buts en une saison mais est arrêté de nouveau par une blessure. Sa moyenne de 1,97 point par match lors de cette saison n'est dépassée depuis que par deux autres joueurs : Wayne Gretzky et Mario Lemieux.
Un joueur gentilhomme, Cowley ne cumula que 143 minutes de pénalités en 13 années de jeu dans la LNH. Même s'il n'a jamais gagné le Trophée Lady Byng, il a souvent été candidat pour cet honneur. Le 12 février 1947, il surpassa la marque de 528 points en carrière appartenant à Syd Howe pour devenir le meilleur compteur de tous les temps de la LNH. Il termine sa carrière avec 195 buts, 353 aides et 548 points en 549 matchs dans la LNH. Le jour de sa retraite, il détient le record du plus grand nombre de points inscrits dans la LNH. Cette marque n'est battue que cinq ans plus tard par Elmer Lach des Canadiens de Montréal.
Il est intronisé au temple de la renommée du hockey en 1968. En 1998, il a été classé à la 53e place des 100 plus grands hockeyeurs de tous les temps par The Hockey News.

## Statistiques
| Saison     | Équipe                    | Ligue      |     | Saison régulière | Saison régulière | Saison régulière | Saison régulière | Saison régulière |    | Séries éliminatoires | Séries éliminatoires | Séries éliminatoires | Séries éliminatoires | Séries éliminatoires |
| Saison     | Équipe                    | Ligue      | PJ  | B                | A                | Pts              | Pun              | PJ               | B  | A                    | Pts                  | Pun                  |                      |                      |
| 1929-1930  | Glebe Collegiate d'Ottawa | High-ON    |     |                  |                  |                  |                  |                  |    |                      |                      |                      |                      |                      |
| 1930-1931  | Primrose d'Ottawa         | OCJHL      | 14  | 10               | 2                | 12               | 16               | 4                | 4  | 1                    | 5                    | 8                    |                      |                      |
| 1930-1931  | Primrose d'Ottawa         | M-Cup      | 9   | 9                | 3                | 12               | 4                | -                | -  | -                    | -                    | -                    |                      |                      |
| 1931-1932  | Shamrocks d'Ottawa Jr.    | OCJHL      | 2   | 2                | 1                | 3                | 2                | 3                | 4  | 4                    | 8                    | 2                    |                      |                      |
| 1931-1932  | Shamrocks d'Ottawa        | OCHL       | -   | -                | -                | -                | -                | 1                | 0  | 0                    | 0                    | 0                    |                      |                      |
| 1932-1933  | Shamrocks d'Ottawa        | OCHL       | 14  | 7                | 6                | 13               | 24               | 4                | 1  | 0                    | 1                    | 4                    |                      |                      |
| 1933-1934  | Wolverines de Halifax     | MSHL       | 38  | 25               | 25               | 50               | 42               | 6                | 2  | 2                    | 4                    | 2                    |                      |                      |
| 1934-1935  | Oilers de Tulsa           | AHA        | 1   | 0                | 0                | 0                | 5                | -                | -  | -                    | -                    | -                    |                      |                      |
| 1934-1935  | Eagles de Saint-Louis     | LNH        | 41  | 5                | 7                | 12               | 10               | -                | -  | -                    | -                    | -                    |                      |                      |
| 1935-1936  | Bruins de Boston          | LNH        | 48  | 11               | 10               | 21               | 17               | 2                | 2  | 1                    | 3                    | 2                    |                      |                      |
| 1936-1937  | Bruins de Boston          | LNH        | 46  | 13               | 22               | 35               | 4                | 3                | 0  | 3                    | 3                    | 0                    |                      |                      |
| 1937-1938  | Bruins de Boston          | LNH        | 48  | 17               | 22               | 39               | 8                | 3                | 2  | 0                    | 2                    | 0                    |                      |                      |
| 1938-1939  | Bruins de Boston          | LNH        | 34  | 8                | 34               | 42               | 2                | 12               | 3  | 11                   | 14                   | 2                    |                      |                      |
| 1939-1940  | Bruins de Boston          | LNH        | 48  | 13               | 27               | 40               | 24               | 6                | 0  | 1                    | 1                    | 7                    |                      |                      |
| 1940-1941  | Bruins de Boston          | LNH        | 46  | 17               | 45               | 62               | 16               | 2                | 0  | 0                    | 0                    | 0                    |                      |                      |
| 1941-1942  | Bruins de Boston          | LNH        | 28  | 4                | 23               | 27               | 6                | 5                | 0  | 3                    | 3                    | 5                    |                      |                      |
| 1942-1943  | Bruins de Boston          | LNH        | 48  | 27               | 45               | 72               | 10               | 9                | 1  | 7                    | 8                    | 4                    |                      |                      |
| 1943-1944  | Bruins de Boston          | LNH        | 36  | 30               | 41               | 71               | 12               | -                | -  | -                    | -                    | -                    |                      |                      |
| 1944-1945  | Bruins de Boston          | LNH        | 49  | 25               | 40               | 65               | 12               | 7                | 3  | 3                    | 6                    | 0                    |                      |                      |
| 1945-1946  | Bruins de Boston          | LNH        | 26  | 12               | 12               | 24               | 6                | 10               | 1  | 3                    | 4                    | 2                    |                      |                      |
| 1946-1947  | Bruins de Boston          | LNH        | 51  | 13               | 25               | 38               | 16               | 5                | 0  | 2                    | 2                    | 0                    |                      |                      |
| Totaux LNH | Totaux LNH                | Totaux LNH | 549 | 195              | 353              | 548              | 143              | 64               | 12 | 34                   | 46                   | 22                   |                      |                      |

## Honneurs et récompenses
- 1re équipe d'étoiles de la LNH : 1938, 1941, 1943 et 1944[8].
- 2e équipe d'étoiles de la LNH : 1945[8].
- Trophée Hart : 1941 et 1943[9].